# NGC 1288
NGC 1288 је спирална галаксија у сазвежђу Пећ која се налази на NGC листи објеката дубоког неба.
Деклинација објекта је - 32° 34' 35" а ректасцензија 3h 17m 13,2s. Привидна величина (магнитуда) објекта NGC 1288 износи 12,1 а фотографска магнитуда 12,8. NGC 1288 је још познат и под ознакама ESO 357-13, MCG -5-8-25, AM 0315-324, IRAS 03152-3245, PGC 12204.